# 1月6日独裁制

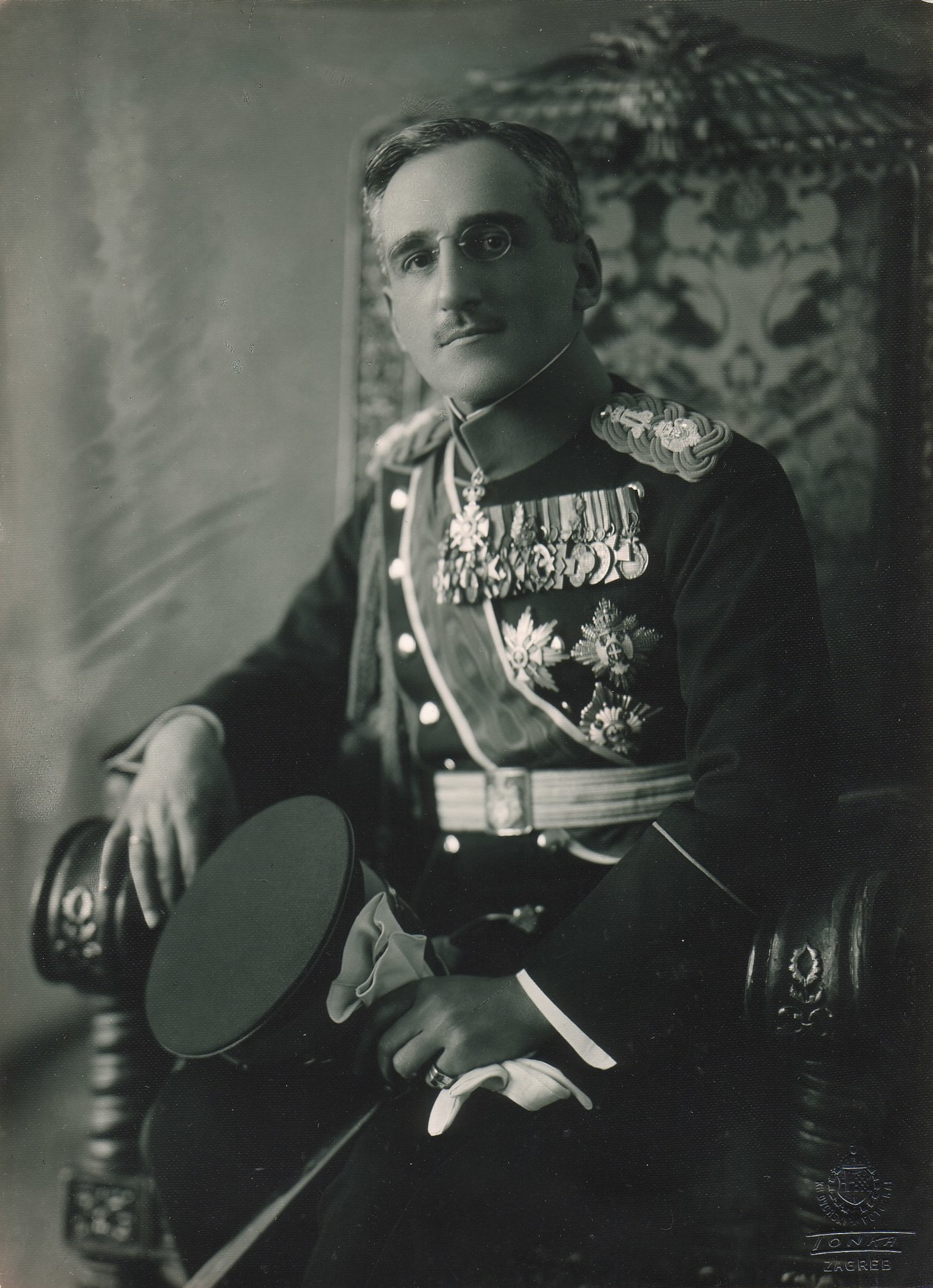
ユーゴスラビア王アレクサンダル1世

1月6日独裁制（いちがつむいかどくさいせい、セルビア語: Шестојануарска диктатура / Šestojanuarska diktatura, クロアチア語: Šestosiječanjska diktatura, スロベニア語: Šestojanuarska diktatura）は、セルビア人・クロアチア人・スロベニア人王国（1929年にユーゴスラビア王国に改称）において、国王アレクサンダル1世（在位1921年 - 1934年）が敷いた独裁政権である。ユーゴスラビアの国家としてのイデオロギー確立とユーゴスラビアという単一国家を作ることを究極の目的としていた。1929年1月6日に国王が議会を廃止して国家を掌握したことにより始まり、1931年のユーゴスラビア憲法制定まで続いた。

## 歴史
1928年、ユーゴスラビア議会において、クロアチア農民党の指導者スチェパン・ラディチが、モンテネグロのセルビア人指導者で人民急進党の政治家プニシャ・ラチッチに緊迫した議論の末に銃撃（1928年議会内暗殺事件）され、その傷が元で同年8月8日に死去した。
1929年1月6日、国王アレクサンダルは、この銃撃事件に端を発した政治危機を口実として、ヴィドヴダン憲法を廃止して議会を廃止し、独裁的な権力を掌握した。
そして、信頼の置ける者のみで内閣を任命し、報道機関に厳しい検閲を課した。アレクサンダルは当初、これはユーゴスラビアの国家としてのイデオロギーとユーゴスラビアという国家を確立するために国を統一するための一時的なものであると主張していた。10月3日に、国名を「ユーゴスラビア王国」に改称し、行政区画を33のオーブラスチ（行政州）から新しい9のバノヴィナに変更した。後者の決定は、イギリス大使から提案された、チェコスロバキアをモデルにした地方分権化を採用したものだった。また、新政権の反体制派を鎮圧する手段として国家保護裁判所が設立された。反体制派の政治家であるヴラトコ・マチェクとスヴェトザル・プリビチェヴィッチは、この裁判所に逮捕された。プリビチェヴィッチは後に亡命したが、1930年代にはマチェクが反体制派の指導者となっていた。
独裁政権が成立した直後、クロアチアの代議士アンテ・パヴェリッチは国外に亡命した。その後、パヴェリッチは革命組織ウスタシャの設立に尽力し、内部マケドニア革命組織(IMRO)と提携して国家に対抗した。
1931年、アレクサンダルは新憲法を制定した。この憲法では、国王に行政権が与えられた。選挙は男性の普通選挙で行われることになった。しかし、無記名投票の規定が廃止され、公務員に対し体制派の政党への投票を迫った。さらに、上院議員の半数は国王が直接任命し、法案は国王の承認があれば、いずれかの議院の承認だけで成立することになった。
同年、クロアチアの歴史家で反ユーゴスラビア主義者の知識人であるミラン・シュフレイがザグレブで暗殺された。これを受けて、アルベルト・アインシュタインとハインリッヒ・マンは、パリの人権連盟に、この暗殺事件とユーゴスラビア政府を非難する声明文を送付した。アインシュタインとマンはこの声明の中で、これは「クロアチアの人々に行われている恐るべき残虐行為」であるとし、ユーゴスラビアのアレクサンダル国王にその責任があることを明確に述べている。
新体制に対するクロアチア人の反発は強く、1932年末にはクロアチア農民党が「ザグレブ宣言」を発表し、セルビア人による独裁政治の終結を求めた。これに対して政府は、クロアチア農民党の党首マチェクら多くの反対者を投獄した。それでも独裁政権への反発は続き、クロアチア人は「クロアチア問題」の解決を求めた。1934年後半、アレクサンダルはマチェクを釈放し、民主的な改革を導入して、セルビア人とクロアチア人が共通認識を持つことための施策を計画した。しかし、1934年10月9日、アレクサンダルはフランス・マルセイユで、IMROの活動家でブルガリア人のヴラド・チェルノゼムスキに暗殺された。

## 情報源
- Mrđenović, Dušan (1988). Ustavi i vlade Kneževine Srbije, Kraljevine Srbije, Kraljevine SHS i Kraljevine Jugoslavije, 1835-1941. Nova knj.. ISBN 9788673350660
- Vucinich, Wayne S.; Tomasevich, Jozo (1969). Contemporary Yugoslavia: Twenty Years of Socialist Experiment. University of California Press. pp. 22–. GGKEY:5JR74ERLNET
- Yeomans, Rory S (2012). Visions of Annihilation: The Ustasha Regime and the Cultural Politics of Fascism, 1941-1945. University of Pittsburgh Pre. ISBN 9780822977933
- Newman, John Paul (2017). “War Veterans, Fascism, and Para-Fascist Departures in the Kingdom of Yugoslavia, 1918–1941”. Fascism 6:  63. doi:10.1163/22116257-00601003.
- Troch, Pieter (2017). “Yugoslavism between the world wars: indecisive nation building”. Fascism 38 (2):  227–244. doi:10.1080/00905990903517819. hdl:1854/LU-839236.
- Grgić, Stipica (2018). “Pantheon on a tablecloth: Yugoslav dictatorship and the confrontation of national symbols in Croatia (1929–1935)”. The Journal of Nationalism and Ethnicity 46 (3):  458–470. doi:10.1080/00905992.2017.1357029.
- Nielsen, Christian Axboe (2009). “Policing Yugoslavism: Surveillance, Denunciations, and Ideology during King Aleksandar's Dictatorship, 1929-1934”. East European Politics and Societies 23 (1):  34–62. doi:10.1177/0888325408326789.
- Dragnich, Alex N. (1991). “The Anatomy of a Myth: Serbian Hegemony”. Slavic Review 50 (3):  659–662. doi:10.2307/2499861. JSTOR 2499861.
- Pavlović, Marko (2012). Časlav Ocić. ed. “Jugoslovenska kraljevina prva evropska regionalna država”. Zbornik Matice srpske za društvene nauke (Novi Sad: Matica srpska) 141:  503–521. ISSN 0352-5732 2020年4月27日閲覧。.